# Coppa Città di San Daniele
La Coppa Città di San Daniele  est une course cycliste italienne disputée au mois d'octobre à San Daniele del Friuli, dans le Frioul-Vénétie Julienne. Anciennement réservée aux amateurs, elle fait partie du calendrier de l'UCI Europe Tour depuis 2023 en catégorie 1.2.
La course est créée en 1933, un an après la création de l'UC Sandanielesi, le club organisateur. Elle compte parmi ses lauréats des cyclistes réputés comme Maurizio Fondriest (1986), Ivan Gotti (1989) ou Kim Kirchen (1999).

## Palmarès
| Année     | Vainqueur                              | Deuxième                               | Troisième                              |
| --------- | -------------------------------------- | -------------------------------------- | -------------------------------------- |
| 1933      | Ferdinando Gallina                     |                                        |                                        |
| 1934      | Gastone Gardonio                       |                                        |                                        |
| 1935      | Vinicio Pellis                         |                                        |                                        |
| 1936      | Francesco Doccini (it)                 |                                        |                                        |
| 1937      | Renzo Silvestri                        |                                        |                                        |
| 1938      | Nello Feruglio                         |                                        |                                        |
| 1939      | Giovanni Lorenzini                     |                                        |                                        |
| 1940      | Giovanni Lorenzini                     |                                        |                                        |
| 1941      | Egidio Feruglio                        |                                        |                                        |
| 1942-1946 | pas organisé                           | pas organisé                           | pas organisé                           |
| 1947      | Eligio Vacchiani                       |                                        |                                        |
| 1948      | Luigi Cemulini                         |                                        |                                        |
| 1949      | Domenico De Zan                        |                                        |                                        |
| 1950      | Lino Florean                           |                                        |                                        |
| 1951      | Elso Macor                             |                                        |                                        |
| 1952      | Italo Colaone                          |                                        |                                        |
| 1953      | Umberto Peruch                         |                                        |                                        |
| 1954      | Rino Comuzzo                           |                                        |                                        |
| 1955      | Alfredo Sabbadin                       |                                        |                                        |
| 1956      | Rino Comuzzo                           |                                        |                                        |
| 1957      | Giorgio Menini                         |                                        |                                        |
| 1958      | Dino Liviero                           |                                        |                                        |
| 1959      | Agostino Ibrioli                       |                                        |                                        |
| 1960      | Amedeo Bettin                          |                                        |                                        |
| 1961      | Gianfranco Gallon                      |                                        |                                        |
| 1962      | Clay Santini                           |                                        |                                        |
| 1963      | Gianfranco Gallon                      |                                        |                                        |
| 1964      | Vito Zanin                             | Antonio Tagliani (de)                  | Mario Zanin                            |
| 1965      | Gino De Gobbi                          |                                        |                                        |
| 1966      | Luciano Dalla Bona                     |                                        |                                        |
| 1967      | Giuseppe Martinello                    |                                        |                                        |
| 1968      | Luigi Castelletti                      |                                        |                                        |
| 1969      | Mario Nicoletti                        |                                        |                                        |
| 1970      | Gino Fochesato                         |                                        |                                        |
| 1971      | Annibale De Faveri (it)                |                                        |                                        |
| 1972      | Graziano Mella                         |                                        |                                        |
| 1973      | Ermenegildo Da Re                      |                                        |                                        |
| 1974      | Ermenegildo Da Re                      |                                        |                                        |
| 1975      | Mario Gualdi                           |                                        |                                        |
| 1976      | Mario Gualdi                           |                                        |                                        |
| 1977      | Claudio Corti                          |                                        |                                        |
| 1978      | Walter Clivati                         |                                        |                                        |
| 1979      | Alessandro Paganessi                   |                                        |                                        |
| 1980      | Giovanni Moro (it)                     |                                        |                                        |
| 1981      | Walter Delle Case (it)                 |                                        |                                        |
| 1982      | Massimo Ghirotto                       |                                        |                                        |
| 1983      | Tullio Cortinovis                      |                                        |                                        |
| 1984      | Luca Rota (it)                         |                                        |                                        |
| 1985      | Luigi Botteon (nl)                     |                                        |                                        |
| 1986      | Maurizio Fondriest                     |                                        |                                        |
| 1987      | Denis Mocellin                         |                                        |                                        |
| 1988      | Stefano Dalla Pozza                    |                                        |                                        |
| 1989      | Ivan Gotti                             |                                        |                                        |
| 1990      | Davide Perona                          |                                        |                                        |
| 1991      | Cristian Zanolini                      |                                        |                                        |
| 1992      | interrompue en raison du mauvais temps | interrompue en raison du mauvais temps | interrompue en raison du mauvais temps |
| 1993      | Peter Luttenberger                     |                                        |                                        |
| 1994      | Dario Frigo                            |                                        |                                        |
| 1995      | Massimo Apollonio                      |                                        |                                        |
| 1996      | Stefano Finesso                        |                                        |                                        |
| 1997      | Marino Beggi                           |                                        |                                        |
| 1998      | Bruno Minniti                          |                                        |                                        |
| 1999      | Kim Kirchen                            |                                        |                                        |
| 2000      | Lorenzo Bernucci                       |                                        |                                        |
| 2001      | Denis Bondarenko                       |                                        |                                        |
| 2002      | Davide Bragazzi (de)                   |                                        |                                        |
| 2003      | Daniele Masolino                       |                                        |                                        |
| 2004      | Antonio Quadranti                      | Daniele Pontoni                        | Denis Shkarpeta                        |
| 2005      | Devid Garbelli                         | Morris Possoni                         | Maurizio Biondo                        |
| 2006      | Cristiano Fumagalli                    | Fabio Casotto                          | Alessandro Bazzana                     |
| 2007      | Mauro Finetto                          | Angelo Pagani                          | Edoardo Girardi                        |
| 2008      | Enrico Battaglin                       | Gianluca Brambilla                     | Enrico Zen                             |
| 2009      | Gianluca Brambilla                     | Enrico Battaglin                       | Cristiano Monguzzi                     |
| 2010      | Gabriele Pizzaballa                    | Fabio Aru                              | Andrea Pasqualon                       |
| 2011      | Gianfranco Zilioli                     | Enrico Battaglin                       | Fabio Aru                              |
| 2012      | Andrea Fedi                            | Davide Villella                        | Francesco Manuel Bongiorno             |
| 2013      | Luca Benedetti                         | Davide Villella                        | Simone Andreetta                       |
| 2014      | Andrea Toniatti                        | Davide Orrico                          | Paolo Totò                             |
| 2015      | Giulio Ciccone                         | Gianni Moscon                          | Andrea Vendrame                        |
| 2016      | Fausto Masnada                         | Cristian Raileanu                      | Aleksandr Riabushenko                  |
| 2017      | Matteo Fabbro                          | Aleksandr Riabushenko                  | Andrea Toniatti                        |
| 2018      | Samuele Battistella                    | Filippo Rocchetti                      | Davide Casarotto                       |
| 2019      | Giovanni Aleotti                       | Einer Rubio                            | Luca Rastelli                          |
| 2020      | Daniel Smarzaro                        | Tilen Finkšt                           | Davide Bais                            |
| 2021      | Riccardo Lucca                         | Davide Botta                           | Andrea Piccolo                         |
| 2022      | Giacomo Villa                          | Martin Nessler                         | Francesco Busatto                      |
| 2023      | Archie Ryan                            | Tijmen Graat                           | Darren van Bekkum                      |
| 2024      | Jørgen Nordhagen                       | Menno Huising                          | Alessandro Borgo                       |